# María (madre de Jesús)
María (en hebreo: מרים‎, romanizado: Miryām y en arameo: ܡܪܝܡ‎, romanizado: Maryām), madre de Jesús de Nazaret, fue una mujer de Nazaret de Galilea que, según diversos pasajes neotestamentarios pertenecientes al Evangelio de Mateo, al Evangelio de Lucas y a los Hechos de los Apóstoles, como también distintos textos apócrifos tales como el Protoevangelio de Santiago, vivió entre fines del siglo I a. C. y mediados del siglo I d. C. También el Corán (siglo VII), libro sagrado del islam, la presenta como madre de Jesús (Isa), bajo su nombre en árabe: مريم‎, romanizado: Maryam.
La presencia de María es atestiguada por las principales corrientes del cristianismo primitivo que terminaron por integrar el canon bíblico: primero, de forma alusiva, en el cristianismo paulino, y luego, con mayor énfasis en el cristianismo sinóptico y joánico, donde se la considera una personalidad cualificada y en más de un sentido única, partícipe singular de un momento clave de la Historia de la salvación, la encarnación de Jesucristo, y copartícipe de otros dos, la crucifixión y muerte de Jesús, y la conformación de la primera comunidad cristiana orante inmediatamente antes de la venida del Espíritu Santo en Pentecostés.
El Evangelio de Mateo y el Evangelio de Lucas presentan a María como una joven virgen cuando, en la Anunciación, consintió en quedar encinta por obra del Espíritu Santo, sin concurso de varón. Por esto, a menudo se la llama la «Virgen María», o simplemente «la Virgen», en las Iglesias católica, ortodoxa, copta, en la Comunión anglicana y en otras confesiones cristianas.
En las Iglesias ortodoxas y en la Iglesia católica se le atribuyen facultades de intercesión ante Jesucristo, siguiendo a san Ireneo de Lyon (siglo II) y lo narrado en el Evangelio de Juan sobre su intervención en las bodas de Caná. En las Iglesias antes citadas, la devoción a ella se manifiesta a través de expresiones diversas, que van desde declaraciones dogmáticas y doctrinales marianas, hasta oraciones a ella dedicadas, y títulos con los que se la identifica, tales como «Madre de Dios», o su correspondiente término en griego, «Theotokos», este último adjudicado a ella tempranamente en el Concilio de Éfeso de 431 y muy utilizado por la Iglesia ortodoxa. También se la llama «Bienaventurada Virgen María», en línea con el texto evangélico:

«[...] desde ahora todas las generaciones me llamarán bienaventurada [...]»
María a Isabel,
Evangelio de Lucas 1:48

Otras confesiones cristianas, en particular varias surgidas a partir de la Reforma cuestionan la devoción mariana de católicos y ortodoxos.

## El nombre de María
María es un nombre conocido en el Tanaj o Antiguo Testamento por haber sido el nombre de la hermana de Moisés y Aarón, originalmente escrito como Mīryam. La versión de los Setenta lo menciona a partir de la forma aramea Mariám (Mαριαμ); el cambio en la primera vocal refleja la pronunciación corriente, la del arameo que se hablaba en Judea antes del nacimiento de Jesús de Nazaret. En el texto griego del Nuevo Testamento, el nombre usado era Mariám.[cita requerida] María es la forma helenizada de la palabra.
Aunque en la Edad Media se le buscaron significados más piadosos que exactos, "Alteza" o "Ensalzada" son los significados más cercanos al nombre de origen hebreo. El apelativo latino Stella Maris aplicado a María tiene su origen en errores de transcripción de un pasaje del Antiguo Testamentodebidos a Eusebio de Cesarea y Jerónimo. En efecto, el primero interpretó Maryām como mar-yam (מר-ים) "gota del mar", basado en מר mar, una palabra bíblica poco común para "gota" y ים yam "mar". San Jerónimo adoptó esta interpretación y tradujo el nombre al latín como stilla maris, "gota del mar", pero en una etapa posterior un copista lo transcribió a stella maris, "estrella del mar", y este error de transcripción se generalizó.
María, en árabe: مريم‎, romanizado: Maryam, ocupa un lugar singularmente exaltado en el Islam como la única mujer mencionada por su nombre en el Corán, el cual se refiere a ella setenta veces e incluso le dedica una sura completa (la número 19, llamada precisamente Maryam).

## María en la Biblia

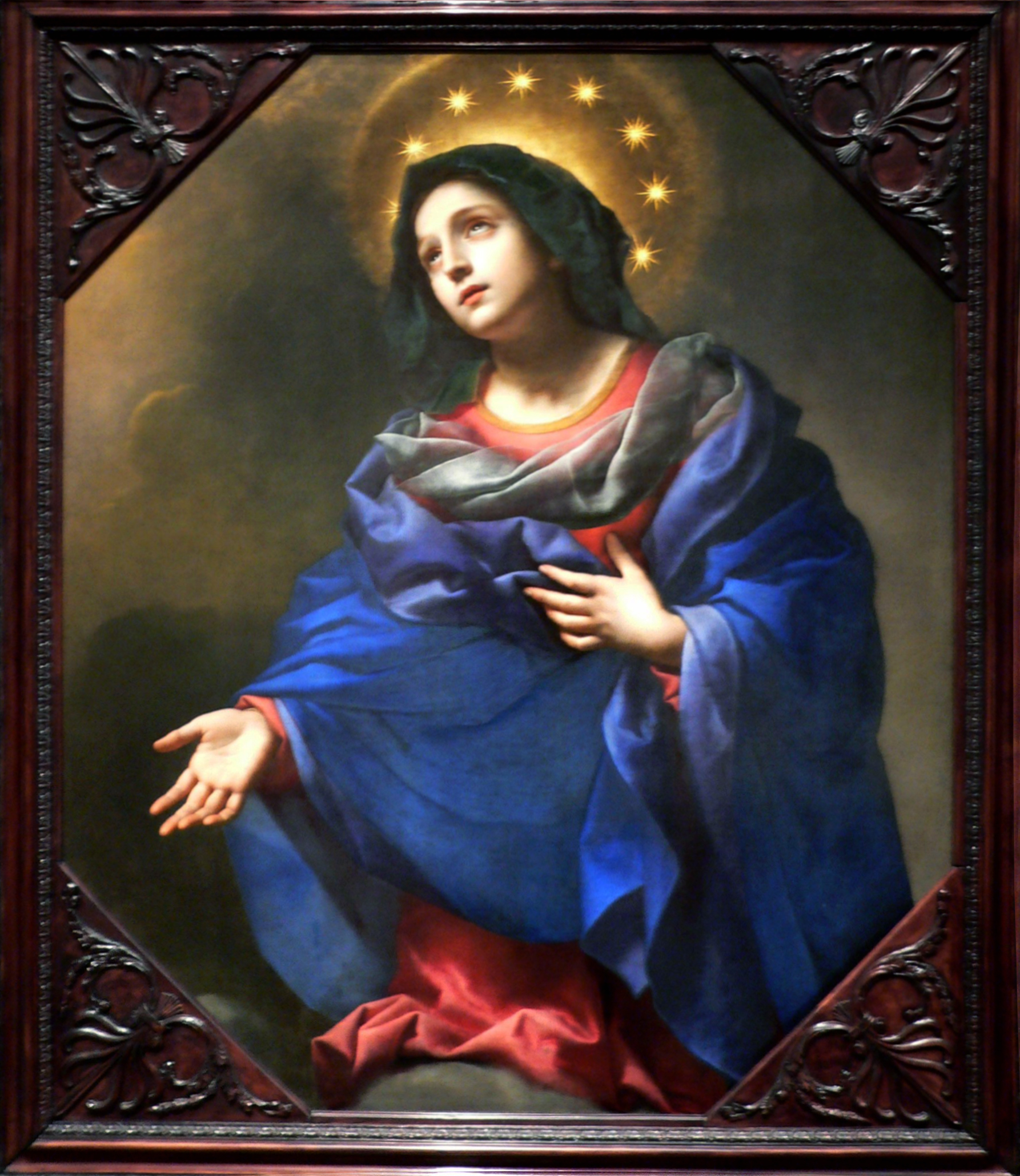
María, madre de Jesús. Carlo Dolci.

Varios textos del Nuevo Testamento de la Biblia mencionan a María. Los más antiguos, las epístolas de Pablo de Tarso, mencionan que Jesús "nació de una mujer" pero no dan su nombre. Sí aparece su nombre, aunque de forma tangencial, en el evangelio más antiguo, el Evangelio de Marcos. El Evangelio de Mateo añade la narración de la concepción milagrosa de Jesús y de su nacimiento y huida a Egipto.
El autor de dicho evangelio conecta a María con una profecía de Isaías al decir:

«la Virgen concebirá y dará a luz un hijo a quien pondrán el nombre de Emmanuel, que traducido significa: "Dios con nosotros"».

El Evangelio de Lucas es el que más datos da sobre María, al desarrollar con más detalle los temas de la infancia de Jesús, algunos de los cuales se amplían más abajo: la Anunciación, la Visita a Isabel, el Nacimiento de Jesús, la Presentación de Jesús en el Templo (aquí el anciano Simeón le profetiza: «a ti misma una espada te atravesará el corazón», aludiendo al dolor de María durante la Pasión de su Hijo) y la pérdida de Jesús y su hallazgo en el templo. También es el autor de este evangelio quien dice que María conservaba estas cosas y las meditaba en su corazón. En el Evangelio de Juan, Jesús hace su primer milagro a petición de ella, en Caná. Y en la cruz, la entrega como madre al "discípulo amado", y él es entregado a María como hijo (por estos hechos, las teologías católica y ortodoxa destacan la intercesión de María ante su Hijo; y la proclamación simbólica de María como «Madre de la Iglesia», es decir, «de todos los cristianos», figurados en la persona del discípulo amado). También se la menciona brevemente en los Hechos de los Apóstolescomo miembro de la familia de Jesús en la comunidad cristiana primitiva.
Fuera de la Biblia canónica, un evangelio apócrifo denominado Protoevangelio de Santiago contiene un extenso relato sobre los orígenes y la vida de María que ha sido aceptada en gran parte por la tradición cristiana.Por ejemplo, de ahí se tomó el llamar Joaquín y Ana a los progenitores de María.

### Familia
En el Nuevo Testamento, algunos pasajes mencionan a los hermanos de Jesús. En concreto, se mencionan dos veces en el Evangelio de Mateo, dos en el Evangelio de Marcos, una en el Evangelio de Lucas y dos en el Evangelio de Juan, así como una vez en los Hechos de los Apóstoles y en dos epístolas paulinas. La interpretación de si estos hermanos eran hijos de María y de José, solo de José de un matrimonio anterior, o primos de Jesús, hijos de la hermana de María divide a las distintas iglesias cristianas.
La Iglesia católica, la mayoría de los anglicanos, luteranos, metodistas y reformados, siguiendo a Jerónimo, afirman que los "hermanos" de Jesús eran en realidad sus primos, hijos de una hermana de María que a veces se identifica como María de Cleofás. Así no solo María sino también José serían vírgenes. El argumento de Jerónimo se basa en que en el idioma arameo y así también en el hebreo no existe un término para indicar primo o un familiar cercano, lo que llevó a que los traductores al griego de la Biblia de los Setenta, tradujesen cada término hebreo "hermano" (בן) a ἄδελφος, incluso cuando este término designaba a parientes incluso no muy cercanos; así, se comprende entonces que Asaía tuviera “doscientos veinte hermanos”.
La Iglesia ortodoxa y otras Iglesias orientales, siguiendo a Eusebio y Epifanio, que a su vez se basaban en el Protoevangelio de Santiago, afirman que estos "hermanos" eran hijos de José de un matrimonio anterior.Por ello en el arte cristiano (no solo en el ortodoxo) se suele representar a José como un hombre mucho mayor que María.
Las denominaciones protestantes que no creen en la perpetua virginidad de María siguiendo a Helvidio afirman que los hermanos de Jesús eran hijos carnales de José y María, basando su argumentación en que en griego no hay ambigüedad posible entre las palabras "hermanos" (adelphoi) y "primos" (anepsios).

### Matrimonio de María y José
Los evangelios de Mateo y Lucas hacen aparecer a María cuando narran la concepción de Jesús, afirmando que era prometida de José de Nazaret, carpintero. 
El Evangelio de Lucas dedica dos capítulos a la concepción e infancia de Jesús. Es en Lucas también donde María es llamada "bendita entre todas las mujeres", "madre del Señor" y "llena de gracia" o "muy favorecida" según las traducciones. Esta última expresión en el griego original es κεχαριτωμένη, que se lee kecharito̱méni̱ y que es participio perfecto pasivo de χαριτον (chariton). En las versiones protestantes de la Biblia se traduce como "muy favorecida", mientras que en las católicas se suele traducir como "llena de gracia" siguiendo el "gratia plena" de la Vulgata. La Nueva Biblia de Jerusalén, por ejemplo, afirma que este saludo en forma literal significa: "tú que has estado y sigues estando llena del favor divino". Esto se debe a que en griego un verbo factitivo como χαριτόω en perfecto indica completamiento del acto que indica el verbo.
Según la tradición judía de aquel momento, los jóvenes varones se desposaban entre los dieciocho y veinticuatro años, mientras que las jóvenes mujeres a partir de los doce años eran consideradas doncellas (na'arah); a partir de esa edad podían desposarse. El matrimonio judío tenía dos momentos, desposorio y matrimonio propiamente dicho: el primero era celebrado en la casa de la novia y traía consigo acuerdos y obligaciones, aunque la vida en común era posterior. Si la novia no había estado casada antes se esperaba un año después del desposorio para llegar a la segunda parte, el matrimonio propiamente dicho, donde el novio llevaba solemnemente a la novia desde la casa de sus padres a la de él.

### Anunciación

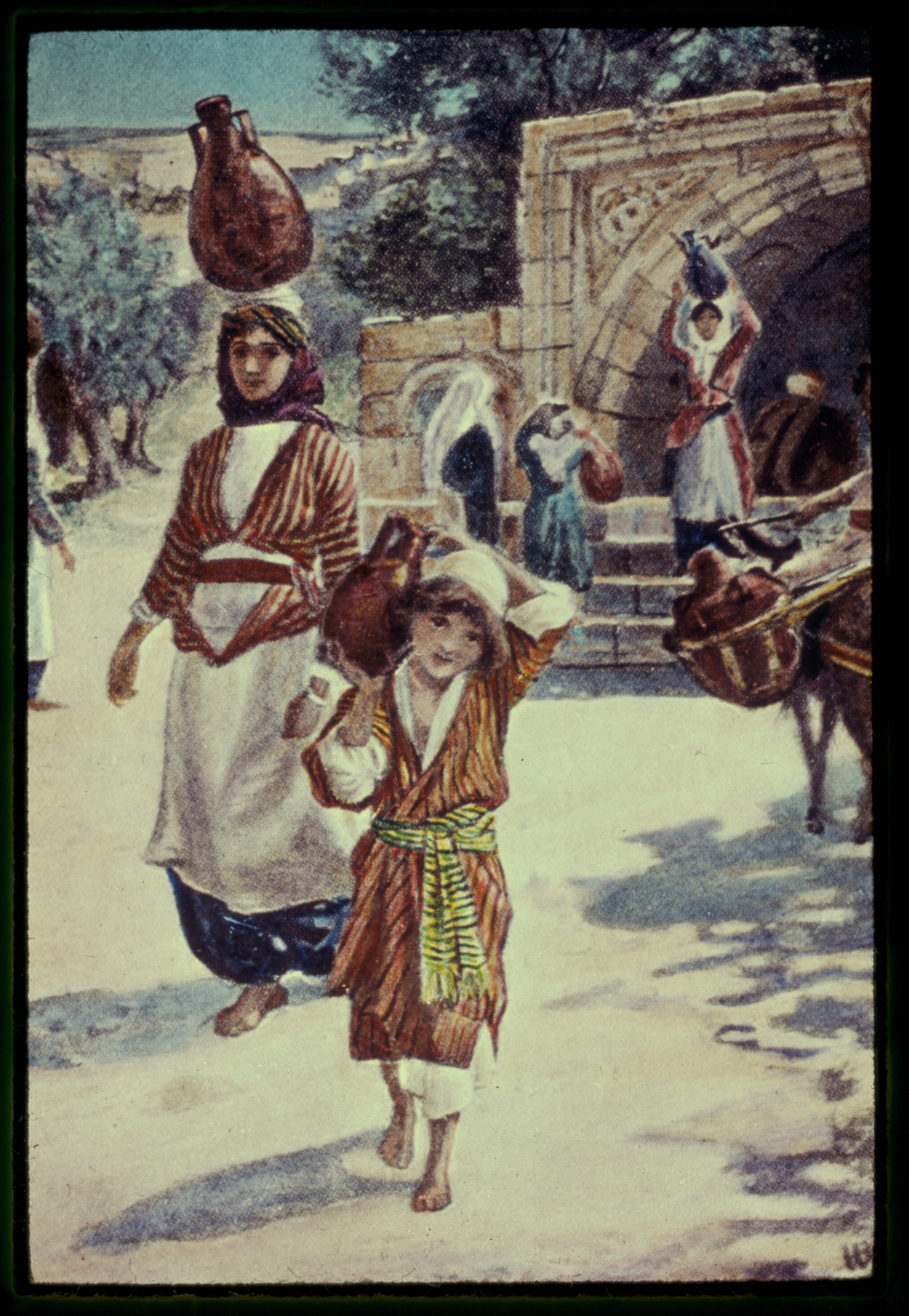
María y Jesús en Nazaret, por el estadounidense William Hole.

La presencia de María en el evangelio de Lucas comienza con la narración de la aparición del ángel Gabriel a María:.

Y al sexto mes, el ángel Gabriel fue enviado por Dios a una ciudad de Galilea llamada Nazaret, a una virgen desposada con un hombre que se llamaba José, de los descendientes de David; y el nombre de la virgen era María. Y entrando el ángel, le dijo: «¡Alégrate, llena de gracia! El Señor está contigo.»
Lucas 1:26-28

El autor de este evangelio resalta las reacciones de María ante las revelaciones divinas: su turbación y su dificultad, al igual que posteriormente la mostrará asombrada ante el oráculo de Simeón e incapaz de comprender la palabra de Jesús en el templo.
Tras la Anunciación, cuando el proyecto inicial de vida de María parece trastocarse, comienza una secuencia de riesgos y de inseguridades señalada por los evangelios de Lucas y de Mateo. La primera inseguridad se presenta en relación con el origen de su concepción. En efecto, la incertidumbre parece atacar el corazón de su prometido José, y lo conduce a su intención de repudiar a María en secreto para no ponerla en evidencia. Así lo tiene planificado José cuando Dios le hace conocer sus designios por un sueño: «José, hijo de David, no temas tomar contigo a María tu mujer porque lo engendrado en ella es del Espíritu Santo. Dará a luz un hijo, y tú le pondrás por nombre Jesús, porque él salvará a su pueblo de sus pecados.» A partir de entonces, José coparticipa de los riesgos que se presentan en la vida de María, como se detalla más adelante.

### Visita de María a Isabel
Según el Evangelio de Lucas, María, ya embarazada, visita luego a su prima Isabel, ya que el ángel Gabriel le había anunciado que también ella, aunque ya anciana, estaba encinta. El destino de María es una población de la montaña de Judea, cuyo nombre no se explicita, pero que una tradición, recogida por los primeros peregrinos cristianos, identifica con la actual Ain Karim a seis kilómetros y medio al oeste de Jerusalén.
Al llegar María, el evangelio narra que el niño que tenía Isabel en su vientre dio un salto, que fue interpretado como de alegría. Isabel saludó a María como la "Madre de su Señor" y la alabó. María respondió con un canto de alabanza, ahora llamado "Magnificat", inspirado en el cántico de Ana del Primer Libro de Samuel, en varios salmos y en otros pasajes del Antiguo Testamento. El "Magnificat" incluye un texto que se interpreta como una profecía: "Todas las generaciones me llamarán bienaventurada". La "Anunciación" y el "Magnificat" son los dos pasajes de los evangelios canónicos en que María expresa verbalmente con más detalle su pensamiento, tal como los concebían los autores de los mismos y las comunidades para los que fueron escritos.

### Nacimiento de Jesús

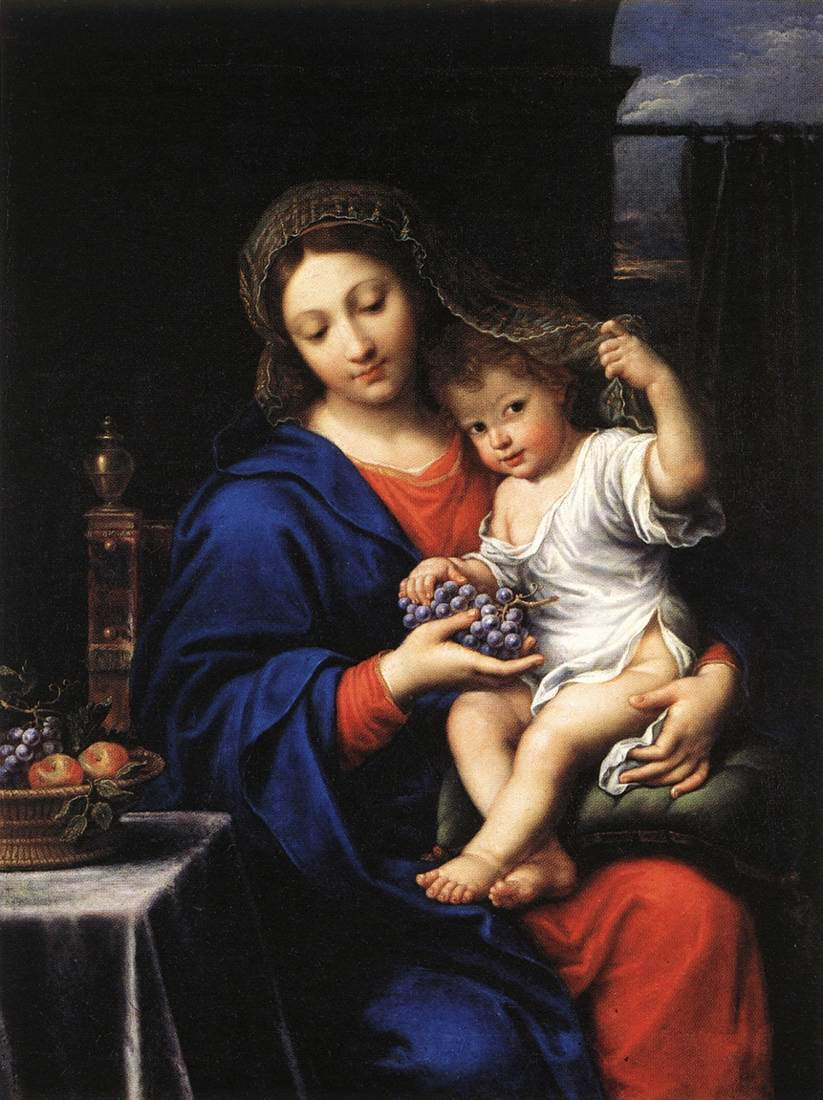
Pierre Mignard, La Virgen de las uvas.

Lucas, al narrar las circunstancias que rodean el nacimiento de Jesús, describe con sencillez el riesgo que sigue impregnando la vida de María. Ante un edicto de César Augusto que ordena un censo, José y María deben emprender la travesía desde Nazaret en Galilea hacia Belén en Judea, cuando ella está por dar a luz. Como no hay sitio para hospedarse, debe dar a luz en un pesebre. El relato del Evangelio de Lucas parece resaltar de forma creciente la fe de María, quien se fía de Dios a pesar de no comprender plenamente lo que sucede: ella guarda "estas cosas" y las medita en su corazón.[cita requerida]

### Presentación de Jesús en el Templo
Con motivo de la presentación de Jesús en el Templo para dar cumplimiento a la ley que ordena que todo varón primogénito ha de ser consagrado al Señor, se produce un nuevo signo de inseguridad para María. Un hombre justo y piadoso llamado Simeón, a quien le es revelado que no verá la muerte antes de ver al Cristo, reconoce en el hijo de María la salvación, luz para iluminar a los gentiles y gloria del pueblo de Dios, Israel. Pero a continuación, Simeón profetiza que una espada atravesará el alma de María:

Su padre y su madre estaban admirados de lo que se decía de él. Simeón les bendijo y dijo a María, su madre: «Este está puesto para caída y elevación de muchos en Israel, y para ser señal de contradicción –– ¡y a ti misma una espada te atravesará el alma! –– a fin de que queden al descubierto las intenciones de muchos corazones.»
Lucas 2:33-35

### Adoración de los Magos y huida a Egipto
Tiempo más tarde, unos magos de Oriente se presentan en busca del «Rey de los judíos que ha nacido». Cuando entran en la casa, ven al niño con María su madre y, postrándose, le adoran. Pero esta visita de los magos atrae la atención de Herodes el grande que ordena matar a todos los niños de Belén y de toda su comarca.
El riesgo se cierne nuevamente sobre María y el niño. Pero el Ángel del Señor se aparece en sueños a José y le dice: «Levántate, toma contigo al niño y a su madre y huye a Egipto; y estate allí hasta que yo te diga. Porque Herodes va a buscar al niño para matarle.» Él se levanta, toma de noche al niño y a su madre, y se retira a Egipto; y permanece allí hasta la muerte de Herodes.
Cuando mueren los que buscaban la vida del niño, José toma consigo al niño y a su madre, y vuelve a Judea. Pero se entera de un nuevo riesgo: Arquelao reina en Judea en lugar de su padre Herodes, y por eso tiene miedo de ir allí. Avisado en sueños, se retira a la región de Galilea, a una ciudad llamada Nazaret.

### María durante la adolescencia de Jesús
María aparece también en el único episodio de Jesús adolescente narrado por los evangelios canónicos: el referido por Lucas con motivo de la fiesta de la Pascua.
Después de sufrir la pérdida de su hijo en el Templo y de haberlo buscado durante tres días, al encontrarlo María le pregunta: «Hijo, ¿por qué te has portado así con nosotros? ¡Mira, tu padre y yo, angustiados, te andábamos buscando!» María afirma así que es José el padre de su hijo, lo cual a continuación niega Jesús al decir «¿Por qué me buscabais? ¿No sabíais que debo estar en la casa de mi Padre?» María no comprende las palabras de su hijo, según el autor del evangelio, pareciendo haber olvidado la Anunciación y la Concepción.
El Evangelio de Lucas repite en este punto casi textualmente la frase antes citada: «Y su madre conservaba cuidadosamente todas las cosas en su corazón».
Se ha interpretado que esta segunda frase no solo se referiría a la respuesta dada por Jesús en el Templo, sino que se extendería a todo lo que Jesús le dijo en los diálogos que con ella tendría durante los años que pasó «sujeto a sus padres».

### Ministerio y muerte de Jesús
Durante el ministerio de Jesús, María aparece mencionada en los evangelios como "su Madre". Un pasaje del Evangelio de Lucas narra que una mujer entre la muchedumbre se refirió a Jesús al exclamar: «Dichoso el vientre que te llevó y los pechos que te criaron». Jesús respondió: «Dichosos más bien los que escuchan la palabra de Dios y la cumplen». Según José María Cabodevilla, Cristo no significó con esas palabras que hubiera otros seres más dichosos que su madre sino que la bienaventuranza principal de María consistía no solo en haberlo concebido y criado a él, sino en haber escuchado y puesto en práctica su palabra, en haber creído en él.
En el Evangelio de Juan, la vida pública de Jesús se encuadra entre los dos únicos pasajes en los que aparece mencionada María como «su madre», propios de este evangelio.En primer lugar, las bodas de Caná tienen lugar cuando, según lo expresa Jesús, todavía no ha llegado «su Hora». Sin embargo, a pedido de María, Jesús realiza su primer milagro. María reaparece en la escena de la crucifixión, cuando Jesús llama a su madre, y como en Caná le dice «mujer», encomendándole que sea «madre» del discípulo amado que está con ella junto a la cruz.

### Después de la ascensión de Jesús
En Hechos 1:12-26, María es la única, además de los once apóstoles, que se menciona por nombre y que se quedó en el cenáculo, cuando regresaron del monte de los Olivos. A partir de este momento desaparece de los relatos bíblicos, aunque los católicos sostienen que vuelve a ser representada como la mujer vestida de sol en Apocalipsis 12, 1-6.

### Apelativo de «mujer»
Según la opinión de muchos Padres de la Iglesia, que Jesús llame en los evangelios a su madre «mujer», sería una alusión a la mujer del comienzo del Génesis, "Eva, madre de todos los vivientes".
Justino, Jerónimo de Estridón, Agustín de Hipona, Cirilo de Alejandría, Juan Crisóstomo y Juan Damasceno señalan al respecto que "si la muerte vino por Eva, la vida vino por María".
Por el contrario, exegetas actuales consideran que la manera en que el Jesús de los evangelios se dirija a María no como «madre» sino como «mujer» sugiere un tono de reproche y poco amable, similar al de Pedro al dirigirse a una sirvienta en Lc 22:57.

## María en el cristianismo

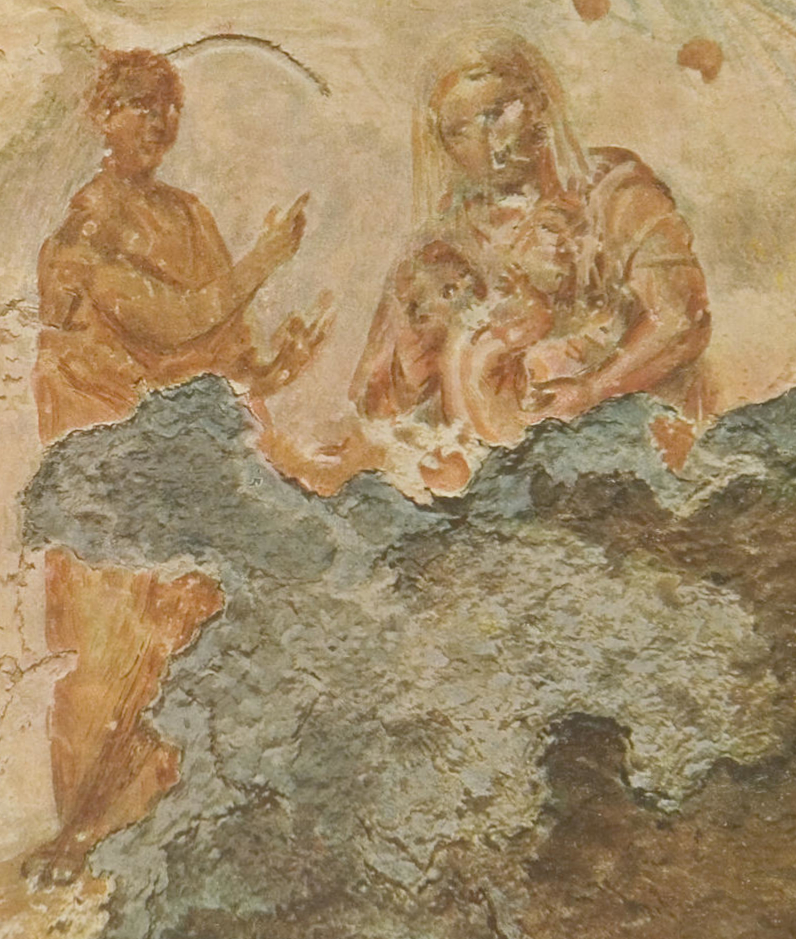
La imagen más antigua conocida de María, sosteniendo al niño Jesús. Datada del, Catacumbas de Priscila, Roma.

### María en el cristianismo primitivo y en la patrística
Ya en el siglo II, san Ireneo de Lyon llamó a María "nuestra más eminente abogada", y su figura aparecía representada en las catacumbas de Priscila en Roma. También en el siglo II, el apócrifo Protoevangelio de Santiago la hacía objeto de devoción: "Y en Ti, hasta el último día, el Señor hará ver la redención por Él concedida a los hijos de Israel".
Ignacio de Antioquía escribió en una carta a la comunidad cristiana de Roma entre los años 98 y 110 d. C.

“...quedó oculta al príncipe de este mundo la virginidad de María y su parto, como también la muerte del Señor: tres misterios clamorosos que fueron cumplidos en el silencio de Dios”
Ignacio de Antioquía

Orígenes Adamantius, de Alejandría, uno de los tres pilares de la teología cristiana, expresó lo siguiente en el año 232 d. C.

“María conservó su virginidad hasta el fin, para que el cuerpo que estaba destinado a servir a la palabra no conociera una relación sexual con un hombre, desde el momento que sobre ella había bajado el Espíritu Santo y la fuerza del Altísimo como sombra. Creo que está bien fundado decir que Jesús se ha hecho para los hombres la primicia de la pureza que consiste en la castidad y María a su vez para las mujeres. No sería bueno atribuir a otra la primicia de la virginidad”
Orígenes

Efrén el sirio (306-373 d. C.), padre y doctor de la Iglesia, declaró:

“¿Cómo hubiera sido posible que aquella que fue morada del Espíritu, que estuvo cubierta con la sombre del poder de Dios, se convirtiera en una mujer de un mortal y diese a luz en el dolor, según la primera maldición?…Una mujer que da a luz con dolores no podría ser llamada bienaventurada. El Señor que entró con las puertas cerradas, salió así del seno virginal, porque esta virgen dio a luz realmente pero sin dolor“
San Efrén

Sobre estas bases se desarrollaron todo tipo de virtudes y cualidades.
Sin embargo, otros creen que la devoción a María fue más tardía. «Parece que la Iglesia de Roma no celebró ninguna fiesta de la Virgen antes del séptimo siglo» (Christian Worship: Its Origin and Evolution, por el historiador francés Louis Duchesne). «La devoción a Nuestra Bienaventurada Señora a fin de cuentas debe considerarse como una aplicación práctica de la doctrina de la Comunión de los Santos. Dado que esta doctrina no se encuentra, por lo menos de manera explícita, en las versiones más antiguas del Credo de los Apóstoles, tal vez no haya razón para que nos sorprendamos de no hallar rasgos claros del cultus de la Bienaventurada Virgen durante los primeros siglos de la era cristiana» (The Catholic Encyclopedia). El título ‘madre de Dios’ parece haber surgido del uso devocional, probablemente en Alejandría, en algún tiempo durante el siglo III o el IV. Para fines del siglo IV, la Theotokos se había discutido y establecido firmemente en varias diócesis de la Iglesia, y se afirmó formalmente en el Concilio de Éfeso de 431.
Algunos historiadores ven en la veneración a María similitudes con la veneración de diosas o mujeres divinizadas en las religiones paganas anteriores al Cristianismo.

### María en las Iglesias católica, ortodoxa y copta

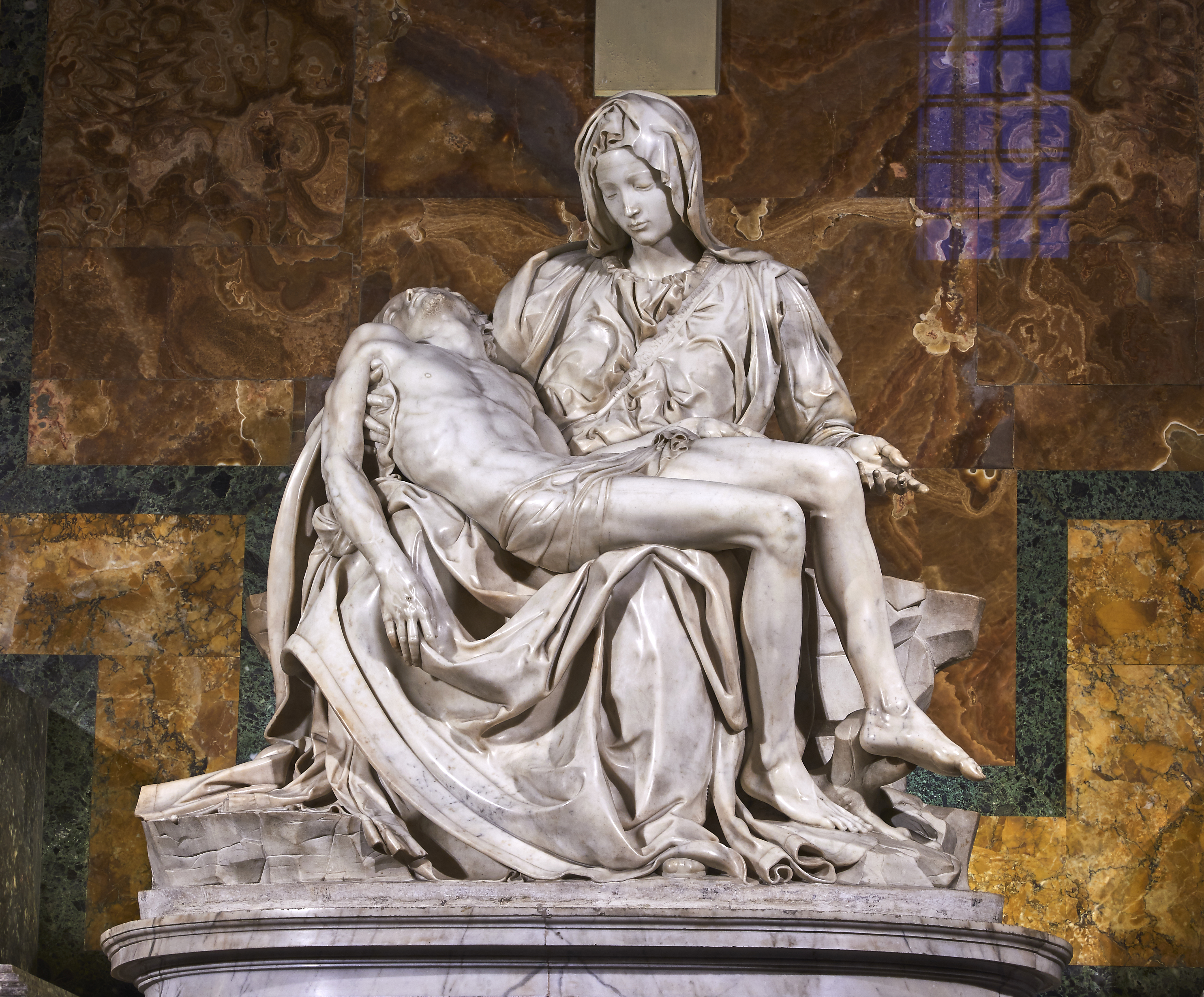
La Piedad, quizás la escultura de María más conocida en el mundo.

Como la doctrina de la Trinidad considera a Jesús una de las personas divinas (Padre, Hijo y Espíritu Santo), se le da a María el título de Theotokos, 'Madre de Dios'. Isabel había dicho: «¡Feliz la que ha creído que se cumplirían las cosas que le fueron dichas de parte del Señor!» (Lc 1,45). Aquí "el Señor" es indudablemente Dios. Por lo tanto cuando a continuación la llama: "la madre de mi Señor", la referencia es muy clara: la consideraba 'Madre de Dios'.

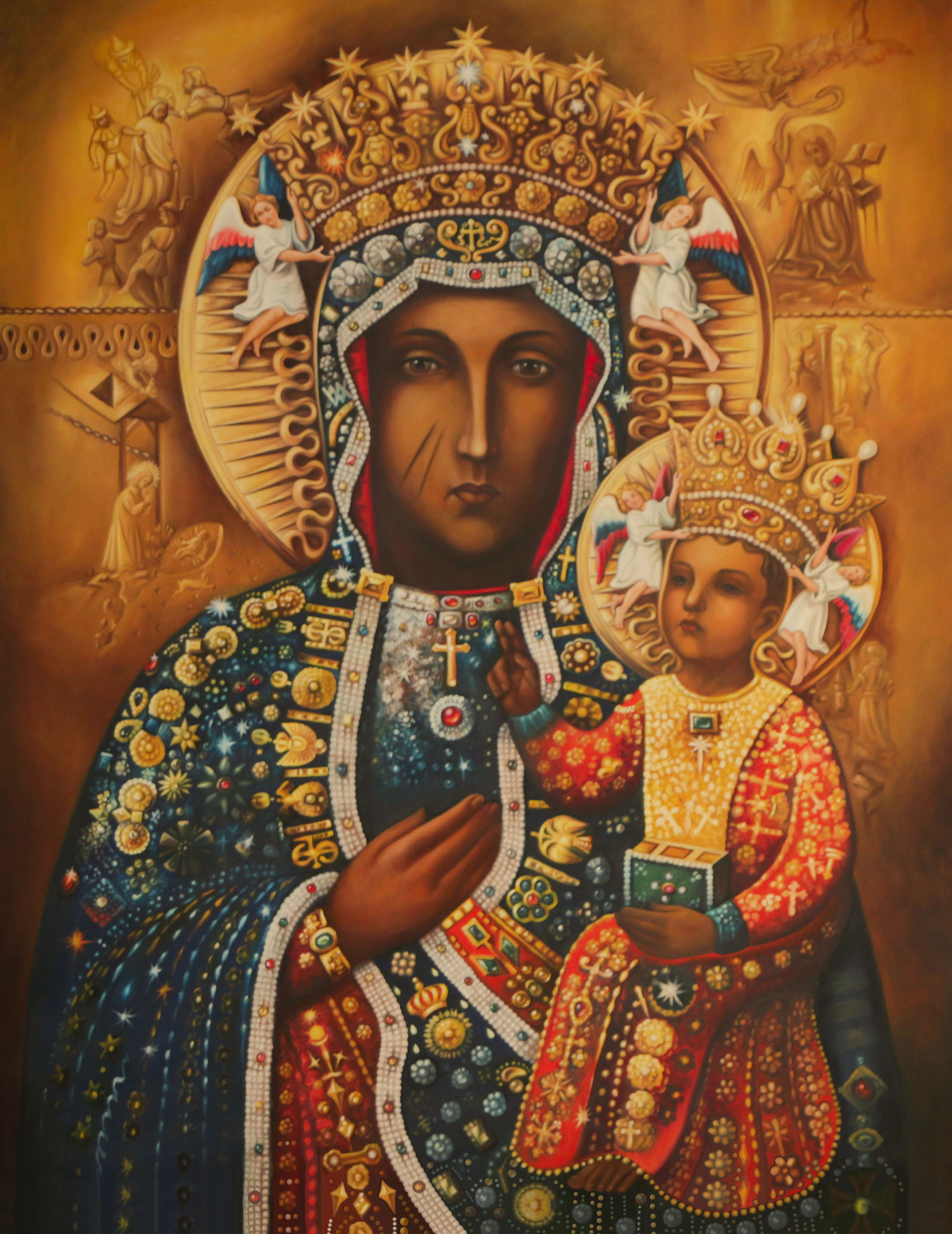
Icono de Nuestra Señora de Czestochowa, advocación mariana estimada entre católicos y ortodoxos

Según la teología católica y ortodoxa, es correcto denominarla de esta forma pues Jesús unía en una misma persona dos naturalezas (la humana y la divina), y cuando se habla de María como Madre de Dios se refiere a María como madre de Jesús en toda su persona. La ortodoxia encuentra correcto[cita requerida] el referirse a María como Hija de Dios Padre, Madre de Dios Hijo, y Esposa del Espíritu Santo. Su razonamiento lógico es el siguiente: "Si Jesús es Dios y María es madre de Jesús, entonces María es Madre de Dios". La encarnación significa que en un instante la segunda Persona de la Trinidad, el Verbo, de naturaleza divina, asumió plenamente la naturaleza humana —sin menoscabo de su condición divina— al ser concebido milagrosamente en María. Como fue instantánea y esencial, María en ese momento empezó a ser madre de Jesús: hombre-Dios.
Para los cristianos, sobre todo en la teología católica, ortodoxa y anglicana, se ponen de manifiesto un conjunto de "paradojas marianas" (recopiladas por Castán Lacoma) y solo contempladas en el marco de la fe, pues forman parte del "misterio mismo de Dios, que quiso hacerse niño", y depositó en María gracias extraordinarias en orden a su maternidad. Por ser la madre de Cristo –considerado el Verbo encarnado, Dios mismo–, María es:
- la que dio el ser al creador de todo,
- la que engendró al mismo que la había creado a ella,
- la que encerró en su seno al Inmenso e Infinito,
- aquella que encerró en sus entrañas a quien no cabe en todo el mundo,
- la que sostuvo en sus brazos al que todo lo sustenta,
- la que tuvo obligación de ejercer vigilancia materna sobre el que todo lo ve,
- la que tuvo a su cuidado al Dios que cuida de todos,
- la que tocó los confines de quien no tiene fin.

En las Iglesias ortodoxas y en la Iglesia católica también existe la creencia de la "Dormición de la Virgen", ya que al considerar que estaba libre del pecado original, no podía morir pues la muerte es consecuencia de este pecado. Por ello fue algo comúnmente creído por los fieles: “En el principio, la comunidad cristiana no tenía ningún recuerdo de la muerte de María”. (Periódico L‘Osservatore Romano por el teólogo católico Jean Galot). En Jerusalén se encuentra la benedictina Abadía de Hagia María o de la Dormición, en cuya cripta se dice descendió María y fue dormida antes de su asunción al cielo, lo cual fue proclamado solemnemente por Pío XII en 1950. Por otro lado también se cree lo dicho por los padres de la Iglesia desde San Melitón de Sardes en el siglo II después de Cristo de que María fue coronada en el cielo después de su asunción, basándose esto en el relato del libro del Apocalipsis en el capítulo 12. En la iglesia católica, la Coronación de María es el 5.º Misterio glorioso del Rosario.
La última Casa de la Virgen María es ahora un lugar religioso cerca de Éfeso, a siete kilómetros de Selçuk, donde, según la tradición, el apóstol San Juan, se fue de Jerusalén, tras la crucifixión de Cristo y cuidó de la Virgen María hasta su bienaventurada Asunción, según los católicos. La religiosa alemana Ana Catalina Emmerick habría tenido una visión de María, en su casa, sin haber visitado el lugar, cuya descripción fue publicada, posteriormente, por el escritor Clemens Brentano. Desde su descubrimiento a fines del siglo XIX, el lugar es un destino de peregrinos cristianos y musulmanes.
Transición de María (Dormición) es la glorificación del cuerpo de la Virgen María mediante el paso a la inmortalidad gloriosa sin pasar por la muerte; según el catolicismo, es decir, al contrario que sucede en la muerte humana, la intervención divina de su Hijo hizo que cuerpo y alma glorificados no se separasen en espera del Juicio Final y ascendieran unidos a los cielos. Según el dogma establecido por Pío XII el 1 de noviembre de 1950: «Pronunciamos, declaramos y definimos ser dogma divinamente revelado; que la Inmaculada Madre de Dios, siempre Virgen María, cumplido el curso de su vida terrena, fue asunta en cuerpo y alma a la gloria celeste».
El Sepulcro de María, se encuentra a los pies del monte de los Olivos, cerca de la Basílica de Getsemaní. Ahí fue construido el templo del Sepulcro de María en el valle de Cedrón en las cercanías de Jerusalén es, según la antigua tradición eclesiástica de los cristianos ortodoxos, el lugar "donde fue puesto el cuerpo de María", madre de Jesucristo.

La Asunción de María o Asunción de la Virgen es la creencia, de acuerdo con la tradición y doctrina de la Iglesia católica y de la Iglesia ortodoxa, la iglesia ortodoxa oriental y algunas denominaciones protestantes como los anglicanos, de que María, la madre de Jesucristo, cumplido el curso de su vida terrenal, fue llevada en cuerpo y alma al Cielo. No debe confundirse con la Ascensión, que hace referencia al propio Jesucristo. Este traslado es llamado Assumptio Beatae Mariae Virginis (‘Asunción de la Bienaventurada Virgen María’) por los católicos, cuya doctrina fue definida como dogma de fe por el papa Pío XII el 1 de noviembre de 1950. La Iglesia católica celebra esta fiesta en honor de María en Oriente desde el siglo VI y en Roma desde el siglo vii. La festividad se celebra el 15 de agosto.

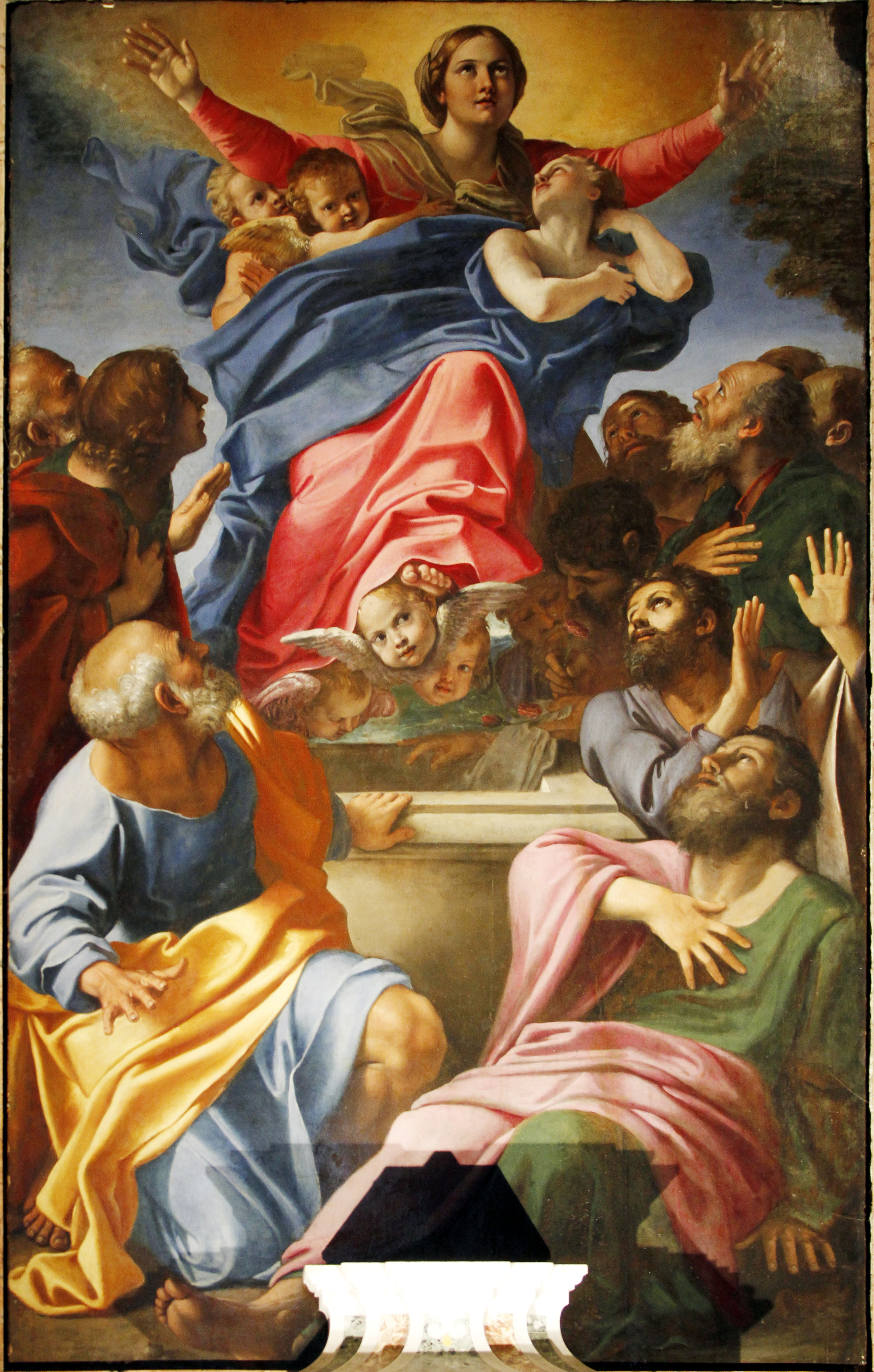
Asunción de la Virgen María, por Annibale Carracci. Roma, Iglesia de Santa María del Popolo.

#### Cuestiones teológicas
Mientras con el transcurso del tiempo la Reforma se alejaba de Lutero y Calvino, y disminuía la posición de María, en el catolicismo esta posición se mantenía.
El pasaje del Evangelio de Juan 19: 27 ha dado lugar a interpretaciones que aún hoy no concuerdan:
Muchas versiones traducen: “Y desde aquella hora el discípulo la recibió en su propia casa”.
Mientras que otras [como Sagradas Escrituras (1569) y Reina Valera (1909)] traducen:
“Y desde aquella hora el discípulo la recibió consigo”.
Según el catolicismo, la diferencia de lo que se transmite no es menor, ya que "para Jesús era el momento más trascendental de toda su existencia terrenal". Para saber si estaba dejando a su madre al cuidado de su amado discípulo Juan, es conveniente verificar el texto original (griego):
καὶ ἀπ’ ἐκείνης τῆς ὥρας [y desde aquella hora]
ἔλαβεν ὁ μαθητὴς αὐτὴν εἰς τὰ ἴδια [(aquel discípulo la tomó a su propiedad)]
En cualquier caso se traduce al español como: “y desde aquella hora el discípulo la tomó como propia” (es decir, como su propia madre).
El 8 de diciembre de 1854, con la bula Ineffabilis Deus el papa Pío IX declaró el dogma de la Inmaculada Concepción: María fue liberada del pecado original desde el momento de su concepción, de manera que vivió una vida completamente sin pecado, cuestión que tampoco es aceptada por los protestantes. Por tanto, la Iglesia católica considera dogma de fe que "la Santísima Virgen, en el primer instante de su concepción, por singular gracia y privilegio concedido por Dios omnipotente, en previsión de los méritos de Jesucristo Salvador del género humano, fue preservada inmune de toda mancha de pecado original".
Por medio de la constitución apostólica Munificentissimus Deus, el papa Pío XII proclamó el dogma de la Asunción de la Virgen el 1 de noviembre de 1950: 

"Después de elevar a Dios muchas y reiteradas preces y de invocar la luz del Espíritu de la Verdad, para gloria de Dios omnipotente, que otorgó a la Virgen María su peculiar benevolencia; para honor de su Hijo, Rey inmortal de los siglos y vencedor del pecado y de la muerte; para aumentar la gloria de la misma augusta Madre y para gozo y alegría de toda la Iglesia, con la autoridad de nuestro Señor Jesucristo, de los bienaventurados apóstoles Pedro y Pablo y con la nuestra, pronunciamos, declaramos y definimos ser dogma divinamente revelado que La Inmaculada Madre de Dios y siempre Virgen María, terminado el curso de su vida terrenal, fue asunta en cuerpo y alma a la gloria del cielo".

Al definir este dogma, Pío XII no hizo más que definir solemnemente lo que los fieles siempre habían creído, es decir que la carne de la mujer que había dado carne al Hijo de Dios escapó a la corrupción de la carne humana. Las confesiones protestantes niegan esta proposición.

### María en la Reforma

#### Postura de los reformadores
Los primeros líderes protestantes, incluido el fundador de la Iglesia luterana, Martín Lutero, y el teólogo reformado Ulrico Zuinglio, sostenían la perpetua virgnidad de María, de la misma manera John Wesley, uno de los fundadores del metodismo. Juan Calvino también creía que era posible que María permaneciera virgen, pero creía que la evidencia bíblica no era concluyente. El resto de las demás denominaciones protestantes no creen en la perpetua virginidad de María.
Martín Lutero dijo entre otras cosas: 

María es la Madre de Jesús y Madre de todos nosotros aunque Cristo solamente fue quien reposó en su regazo... Si Él es nuestro, debiéramos estar en su lugar; ya que donde Él está debemos estar también nosotros y todo lo que Él tiene debe ser nuestro, y su madre es también nuestra madre.
Sermón, Navidad, 1529

(Ella es) la mujer más encumbrada y la joya más noble de la cristiandad después de Cristo... ella es la nobleza, sabiduría y santidad personificadas. Nunca podremos honrarla lo suficiente. Aun cuando ese honor y alabanza debe serle dado en un modo que no falte a Cristo ni a las Escrituras.
Sermón, Navidad 1531

Sobre la Maternidad Divina: 

... ella con justicia es llamada no solo madre del hombre, sino también la Madre de Dios... es cierto que María es la Madre del real y verdadero Dios".
 Ref: Sermon on John 14. 16: Luther‘s Works (St. Louis, ed. Jaroslav, Pelican, Concordia. vol. 24. p. 107)

Sobre la Inmaculada Concepción: 

Es dulce y piadoso creer que la infusión del alma de María se efectuó sin pecado original, de modo que en la mismísima infusión de su alma ella fue también purificada del pecado original y adornada con los dones de Dios, recibiendo un alma pura infundida por Dios; de modo que, desde el primer momento que ella comenzó a vivir fue libre de todo pecado.
 Sermón: "Sobre el día de la Concepción de la Madre de Dios", 1527.

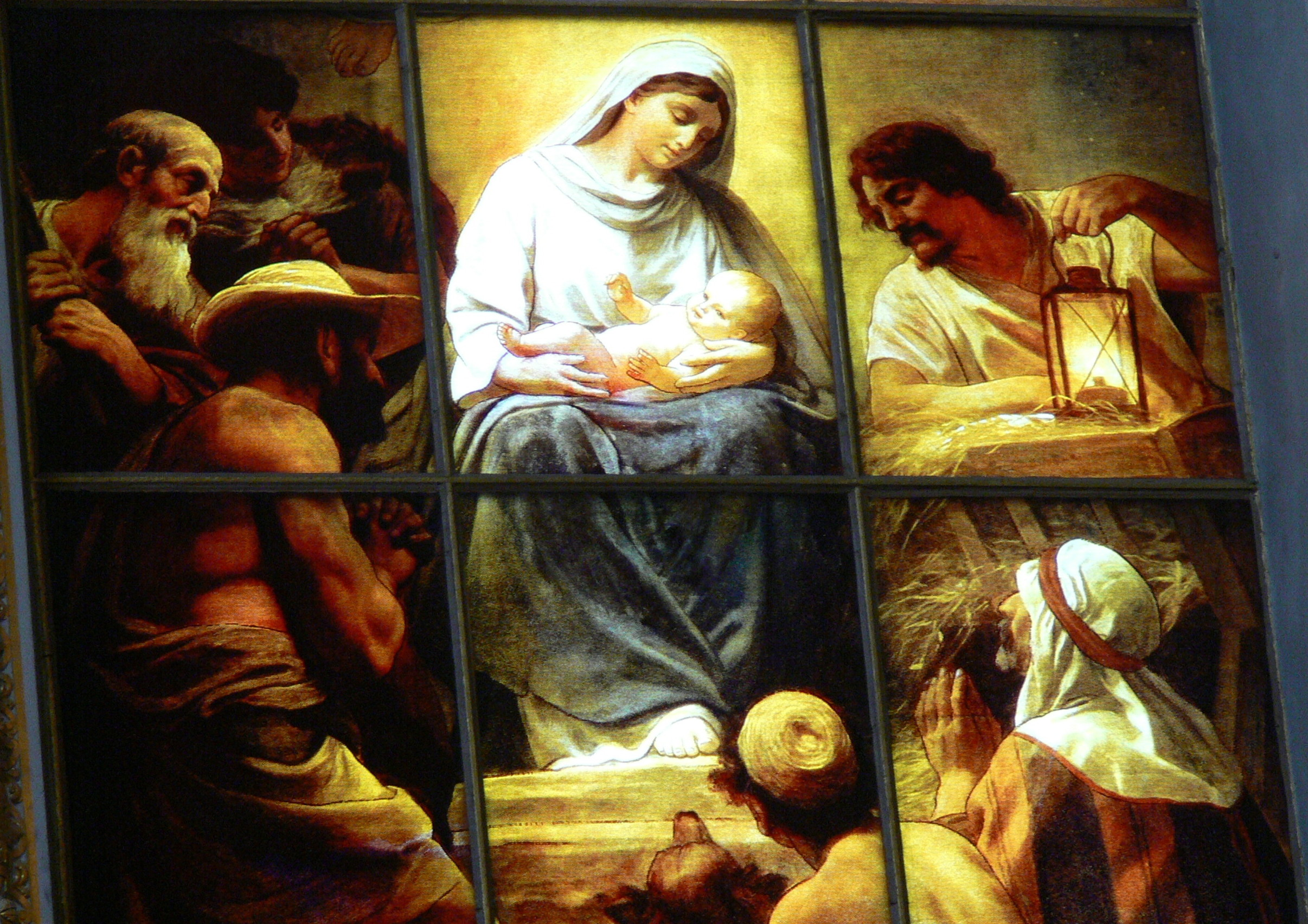
Imagen de María en la Catedral Evangélica de Berlín.

Y sobre la virginidad perpetua de María: 

Cristo... fue el único Hijo de María, y la Virgen María no tuvo otros hijos aparte de Él... Me inclino a aceptar a quienes declaran que los "hermanos" realmente significan "primos" aquí ya que el escritor sagrado y los judíos en general siempre llamaban hermanos a los primos.
 Luther‘s Works, eds. Jaroslav Pelikan (vols. 1-30) & Helmut T. Lehmann (vols. 31-55), St. Louis: Concordia Pub. House (vols. 1-30); Philadelphia: Fortress Press (vols. 31-55), 1955, v.22:23, v.22:214-15 / Sermons on John, chaps. 1-4 (1539) 

Otra importante figura del Protestantismo, Juan Calvino, escribió sobre este punto: 

Helvidius mostró excesiva ignorancia al concluir que María debe haber tenido muchos hijos porque el término "hermanos" de Cristo es mencionado varias veces"
 Harmony of Matthew, Mark & Luke, sec. 39 (Geneva, 1562), vol. 2 / From Calvin's Commentaries, tr. William Pringle, Grand Rapids, MI: Eerdmans, 1949, p.215; on Matthew 13:55 

(Sobre Mateo 1,25): La deducción que él [Helvidius] hizo, de que María no permaneció virgen más que hasta su primer parto, y que después tuvo otros hijos de su esposo... Ninguna justa y sólidamente fundada inferencia puede ser lograda a partir de esas palabras... como que tomara lugar después del nacimiento de Cristo. El es llamado el "Primogénito"; pero por el solo propósito de informarnos que nació de una virgen... lo que ocurrió después no nos es informado por los historiadores... nadie podrá sostener este argumento obstinadamente, excepto por un extremo apego a las disputas.
 Pringle, ibid., vol. I, p. 107 

#### Desarrollo posterior
Las iglesias surgidas de la Reforma, conocidas como protestantes, rechazan por lo general la veneración e invocación de los santos. Comparten con el resto del cristianismo la creencia de que María es la madre de Jesús y "bendita entre las mujeres" pero no están de acuerdo con que María sea venerada; si bien se la considera un ejemplo sobresaliente de una vida dedicada a Dios. Por ello, los teólogos reformados, tienden a no aceptar ciertas doctrinas de la Iglesia católica, como la de la Inmaculada Concepción, es decir que María fue preservada del pecado original. El teólogo Karl Barth escribió al respecto: "la herejía de la Iglesia católica es su mariología".
Si bien, como se cita más arriba, algunos de los primeros reformados veneraban a María, también es cierto que esta práctica pronto cayó en desuso, y, a partir de 1532, Lutero dejó de celebrar la fiesta de la Asunción de María y tampoco volvió a sostener la creencia en la Inmaculada Concepción. Juan Calvino, aunque elogioso respecto de María, rechazó firmemente la noción de que María puede interceder entre Cristo y el ser humano.
Después del Concilio de Trento en el siglo XVI, cuando la veneración mariana se asoció con los católicos, el interés de los protestantes por la figura de María disminuyó y los pocos elementos de la antigua veneración de la Virgen prácticamente desparecieron.
En el siglo XX, algunos protestantes reaccionaron fuertemente contra la proclamación del dogma católico de la Asunción de María. Sin embargo, desde mediados de los años 1960, con el Concilio Vaticano II y experiencias ecuménicas como la de Taizé, los protestantes comenzaron a mostrar interés en los temas marianos. No obstante, la mayoría de los protestantes no está de acuerdo con la veneración mariana y algunos la ven como un desafío a la autoridad de las Escrituras.

### María en la Comunión anglicana
Las diversas iglesias que forman la Comunión anglicana y el Movimiento Anglicano de Continuación tienen diferentes puntos de vista sobre las doctrinas marianas y las prácticas cultuales relacionadas con ellas, dado que no hay una sola iglesia con autoridad universal dentro de la Comunión y que la iglesia madre (la Iglesia de Inglaterra) se entiende a sí misma a la vez como "católica" (en su acepción original) y "reformada". Así, a diferencia de las iglesias protestantes en general, la Comunión anglicana incluye segmentos que aún conservan la veneración a la Virgen María.
La posición especial de María dentro del propósito de salvación de Dios como "portadora de Dios" es reconocida de varias maneras por algunos cristianos anglicanos. Todas las iglesias miembros de la Comunión Anglicana afirman en los credos históricos que Jesús nació de la Virgen María y celebran las fiestas de la Presentación de Cristo en el Templo, y la que en los libros de oraciones más antiguos se denomina Purificación de la Santísima Virgen María el 2 de febrero. La Anunciación de Nuestro Señor a la Santísima Virgen el 25 de marzo fue, desde antes de la época de Beda hasta el siglo XVIII, el día de Año Nuevo en Inglaterra. La Anunciación se llama "Anunciación de Nuestra Señora" en el Libro de Oración Común de 1662. Los anglicanos también celebran en la Visitación de la Santísima Virgen el 31 de mayo, aunque en algunas regiones se mantiene la fecha tradicional del 2 de julio. La fiesta de Santa María la Virgen se celebra el día tradicional de la Asunción, el 15 de agosto. La Natividad de la Santísima Virgen se celebra el 8 de septiembre. La mayoría de los anglocatólicos creen en la Asunción de María, pero los anglicanos moderados la consideran una opinión piadosa. Los anglicanos de mentalidad protestante rechazan la celebración de estas fiestas.
Las oraciones y las prácticas de culto mariano varían en el seno de la Comunión anglicana. Por ejemplo, a partir del siglo XIX, los anglo-católicos rezan con frecuencia el Rosario, el Ángelus, el Regina caeli y otras oraciones e himnos que honran a María y recuerdan las prácticas católicas. Además, los anglicanos de la conocida como «alta iglesia» abrazan doctrinas y prácticas que están más cerca de las de los católicos, por lo que conservan la veneración por María, como las peregrinaciones anglicanas oficiales a Nuestra Señora de Lourdes, que han tenido lugar desde 1963, y las peregrinaciones a Nuestra Señora de Walsingham, que han tenido lugar desde hace cientos de años. Por el contrario, los anglicanos de la llamada «iglesia baja» rara vez invocan a la Virgen excepto en ciertos himnos, como la segunda estrofa de Ye Watchers y en el Ye Holy Ones.
La Sociedad Anglicana de María se formó en 1931 y mantiene capítulos en muchos países. El propósito de la sociedad es fomentar la devoción a María entre los anglicanos.
Históricamente, ha habido suficientes puntos en común entre católicos y anglicanos sobre cuestiones marianas que, en 2005, se produjo una declaración conjunta de la ARCIC (Comisión Internacional Anglicano-Católica) titulada: «María: gracia y esperanza en Cristo». Este documento, conocido informalmente como la "Declaración de Seattle", no está respaldado formalmente ni por la Iglesia católica ni por la Comunión anglicana, pero sus autores lo ven como el comienzo de una comprensión conjunta de María. Una de las conclusiones del mismo es que "es imposible ser fieles a las Escrituras sin prestar la atención debida a María".
Profundizando el acercamiento anterior, el 24 de septiembre de 2008, el arzobispo de Canterbury y primado de la Comunión anglicana Rowan Williams peregrinó al Santuario de Nuestra Señora de Lourdes para honrar a la Inmaculada Concepción, predicando ante 20.000 personas en la Eucaristía Internacional.

### Apariciones marianas
Según la Iglesia católica, la Iglesia ortodoxa[cita requerida] y la Iglesia copta[cita requerida], es posible que María y los santos puedan comunicarse privadamente con los hombres. Los mensajes revelados a los videntes son considerados por la Iglesia como revelaciones privadas (mensajes que pueden ayudar a la salvación). Sin embargo, aunque la Iglesia católica llegue a aprobar una aparición como auténtica manifestación sobrenatural y diga que los mensajes están de acuerdo con la doctrina y tradición cristiana, estas revelaciones no son consideradas como una verdad de fe, lo que deja en libertad a los creyentes de aceptarlas o no. Las apariciones de María son indicadas en la teología católica con el término mariofanías.
La historia del catolicismo recuerda numerosas apariciones, de las cuales solo algunas han sido aprobadas oficialmente. Entre las más conocidas podemos citar: del Pilar (España, 40 DC), Guadalupe —Reina de la Hispanidad— (España, siglo XIII, y venerada en México, 1531), Coromoto (Venezuela, 1652), de la Medalla Milagrosa (Francia, 1830), Lourdes (Francia, 1858), Campinas (Brasil, 1930) y Fátima (Portugal, 1917); la que se refiere a Medjugorje (Bosnia y Herzegovina, 1981), todavía es objeto de estudio por parte de la Santa Sede.
Estos fenómenos no han ocurrido solo en el catolicismo. Durante la historia de casi todos los países de la cristiandad ortodoxa, tales apariciones se manifestaron en gran número con la consiguiente construcción de santuarios.[cita requerida] Algunas de esas apariciones se reflejaron en los calendarios litúrgicos de las iglesias ortodoxas (véase Protección de la Madre de Dios).

### Oraciones marianas
La oración mariana de más antigüedad conocida es el Sub tuum praesidium (español: Bajo tu protección o amparo).
| Texto griego | Texto en latín | Traducción |
| --- | --- | --- |
| Ὑπὸ τὴν σὴν εὐσπλαγχνίαν, καταφεύγομεν, Θεοτόκε. Τὰς ἡμῶν ἱκεσίας, μὴ παρίδῃς ἐν περιστάσει, ἀλλ᾽ ἐκ κινδύνων λύτρωσαι ἡμᾶς, μόνη Ἁγνή, μόνη εὐλογημένη. | Sub tuum praesidium confugimus, sancta Dei Genitrix. Nostras deprecationes ne despicias in necessitatibus, sed a periculis cunctis libera nos semper, Virgo gloriosa et benedicta | Bajo tu amparo nos acogemos,, Santa Madre de Dios no deseches las súplicas que te dirigimos en nuestras necesidades; antes bien, líbranos siempre de todo peligro, Oh Virgen gloriosa y bendita |

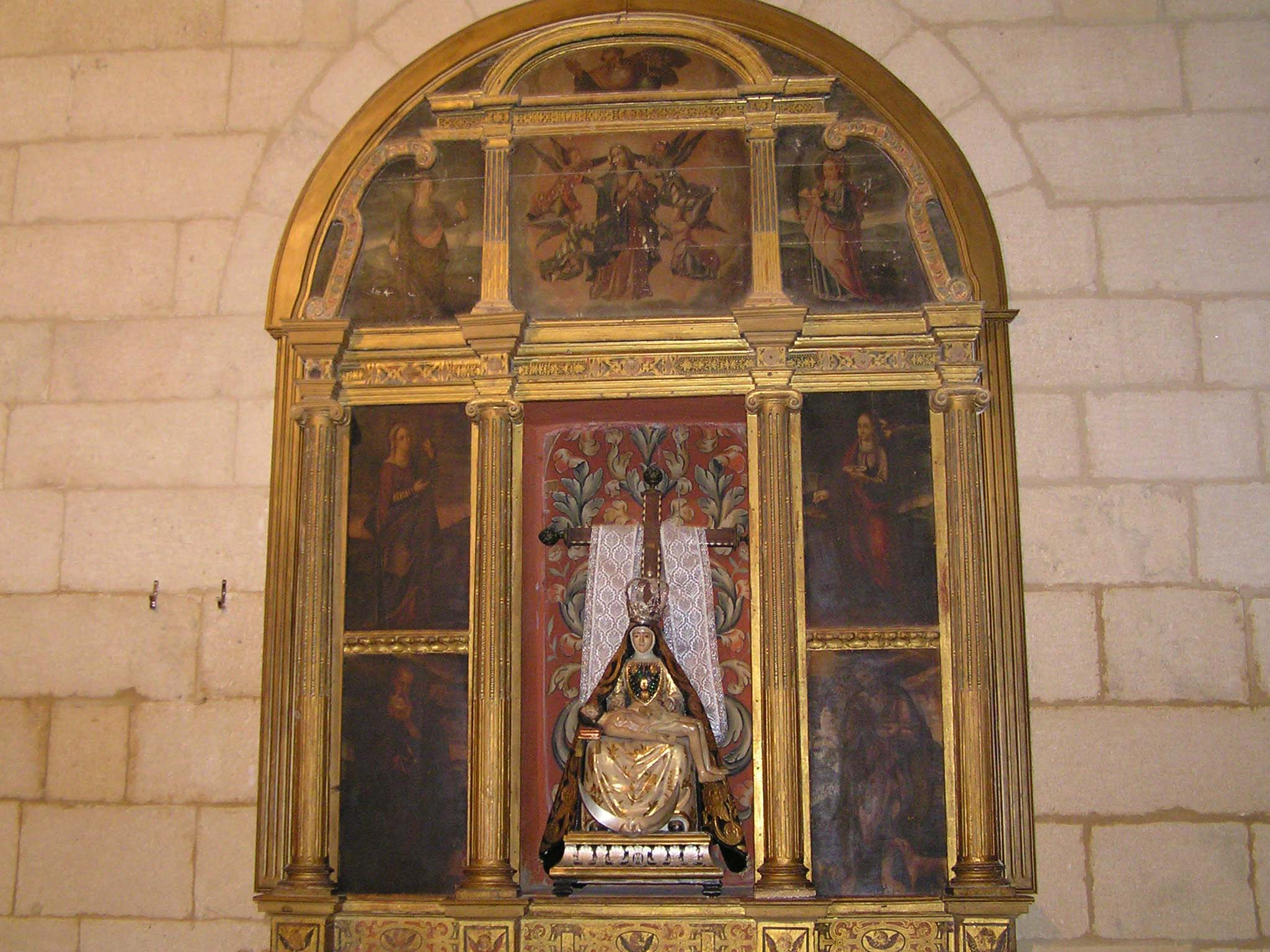
Imagen de la Virgen utilizada para veneración y procesión.

El papiro Rylands 470 descubierto en Egipto, datado del siglo III y publicado por Roberts en Mánchester en 1938, contiene la muy conocida oración Sub Tuum Praesidium. El original se conserva en la Biblioteca Universitaria John Rylands. Cabe destacar en el texto la presencia del término Theotokos (en este caso, Theotoke, en vocativo), es decir, “Madre de Dios”. Dos siglos después, en el Concilio de Éfeso, se reconoció de forma solemne este título para la Virgen María, contra el parecer de Nestorio. Está considerada, por tanto, como la oración mariana más antigua de las que tenemos noticia.
La Iglesia católica propone muchas otras oraciones para venerar a María o pedir su intercesión. Entre ellas están el Angelus, el Regina Coeli (que se reza en el tiempo litúrgico de Pascua en lugar del Angelus), la Salve, el Memorare,  el Bendita sea tu pureza y la más popular de todas ellas es el Ave María:
Ave María 
Dios te salve María, llena eres de gracia, el Señor es contigo.
Bendita Tú eres entre todas las mujeres y bendito es el fruto de tu vientre Jesús.
Santa María, Madre de Dios, ruega por nosotros pecadores, ahora y en la hora de nuestra muerte. Amén.

## María en el islam

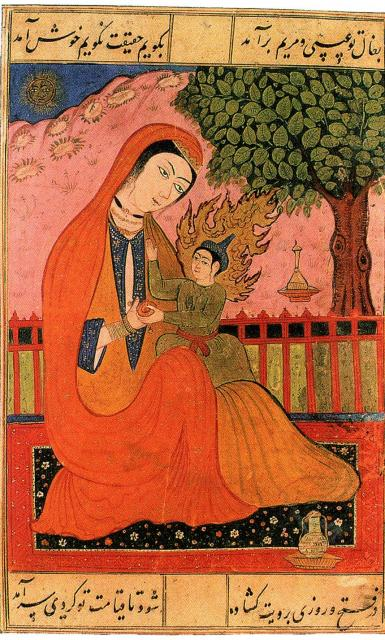
Virgen María y Jesús. Miniatura persa antigua.

En el Islam se llama Maryam bint ʿImran (مريم بنت عمران), esto es, María hija de ʿImran (Joaquín en el cristianismo), y de Hannā (حنـّا Ana), o también Maryam bint Dāwud (María hija de David), por proceder del linaje del rey David según la tradición. Es considerada ejemplo de mujer virtuosa y tiene tanta relevancia como su hijo Jesús (ʿIsà عيسى), a cuyo nombre se añade casi siempre el laqab o filiación "ibn Maryam" (بن مريم), esto es, «hijo de María». A María está dedicada una de las azoras o capítulos del Corán, la que lleva por título آل عمران Āl ʿImrān, esto es, la familia de Imran.
También el Corán 19:28 describe a María como hermana de Aarón, que es el hermano de Moisés. Asimismo el Evangelio, según Lucas 1:5, establece la relación genealógica entre Aarón y otra mujer relacionada con María; se trata de Isabel (madre de Juan, el Bautista) a la que describe como descendiente de Aarón (Lc 1:15) y parienta de María (Lc 1:36). Según el Éxodo 6:20 Aarón es hijo de Amram y de Iojebed. Así, según el Corán María es hija de 'Imran y hermana de Aarón, y según el libro del Éxodo Aarón es hijo de Amrán, por lo que la María está ligada al personaje que el Corán llama Imran y que la Biblia llama Amrán, y por tanto a Iojebed y a Moisés.
Según el Corán, la madre de María esperaba tener un hijo varón a quien dedicar al servicio del Templo, siguiendo la tradición familiar. Dio a luz a una niña, en quien sin embargo se cumpliría la tradición, pues fue asignada al servicio sagrado. Fue confiada a la tutela del profeta Zacarías (necesariamente un personaje distinto al Zacarías bíblico), quien se sorprendía, al visitar a su ahijada en el oratorio en el que esta se encontraba retirada, de que siempre contara con alimentos que le eran enviados por Dios.
Como en la tradición cristiana, a María le fue anunciada la concepción sobrenatural de Jesús por un ángel. El Corán insiste, sin embargo, en que aunque tuvo un hijo por voluntad de Dios sin la intervención de un varón, Jesús no es un ser divino. En el Corán no existe José: María dio a luz sola en el desierto, al que se había retirado con este propósito y en el que se alimentaba de dátiles y del agua de un riachuelo colocados allí por Dios. El hijo, por su parte, tiene en el islam la consideración de profeta o enviado de Dios (véase el epígrafe Jesús en el islam).
María tiene en el islam la envergadura espiritual de un profeta, sin serlo. En el Corán, el mayor error de los judíos en lo que a Jesús y María se refiere no es, como asumen los cristianos, el supuesto asesinato de Jesús (la tradición islámica indica que Jesús no murió en la cruz), sino el hecho de haber menospreciado y dudado de la virtud de la madre.
Una tradición atribuye a Mahoma el dicho de que cinco son las mujeres más destacadas ante Dios: Asia, esposa del faraón, que cuidó de Moisés y que creía en las enseñanzas judías pese a la opresión de su esposo y de su entorno; María, la madre de Jesús; Jadiya, la primera esposa de Mahoma, que fue la primera creyente y lo apoyó en las épocas más difíciles de adversidad, su otra esposa Aisha, y Fátima, su hija menor y madre de sus nietos, los imanes Hasan y Husain.

## Repercusión de María en el mundo actual
En 1999, una investigación realizada por el periódico británico The Guardian en la que se efectuó un análisis computarizado del inventario de libros de la Biblioteca del Congreso de Estados Unidos con sede en Washington D. C., concluyó que «si la celebridad de un individuo consiste en que se escriba un libro sobre él, [...] Jesucristo es aún el personaje que goza de más fama en el mundo actual». En efecto, se contabilizaron 17.239 obras acerca de Jesús, casi el doble que de William Shakespeare, quien alcanza el segundo lugar. La Virgen María alcanza el 7.° lugar, siendo la única mujer que se ubica en uno de los 30 primeros puestos. Con los 3595 libros dedicados a ella, supera en casi 5 veces a su inmediata seguidora, Juana de Arco.